# Alexandrina di Letto
Alexandrina di Letto (Sulmona, 1385 - Foligno, 1458) was een Italiaanse abdis en is een rooms-katholieke heilige.
Alexandrina di Letto trad op vijftienjarige leeftijd in in een klooster van de Arme Clarissen. In 1423 stichtte ze een nieuw klooster in Foligno en werd daar de eerste abdis. Ze voerde hervormingen door in de geest van de heilige Franciscus van Assisi en werd daarbij gesteund door paus Martinus V. 
Haar feestdag wordt in de Rooms-Katholieke Kerk gevierd op 3 april.